# فرانك جي. كوكي
فرانك جي. كوكي هو مهندس وسياسي أمريكي، ولد في 1922، وتوفي في 1996 في نوروولك في الولايات المتحدة. نشط حزبياً في الحزب الجمهوري.